# Baby Boom (film)
Baby Boom è un film del 1987 diretto da Charles Shyer e interpretato da Diane Keaton, Sam Shepard e Sam Wanamaker.

## Trama
J.C. Wiatt è un'intraprendente donna in carriera che lavora per una grande società newyorkese, vive in un bell'appartamento nel cuore di Manhattan insieme al compagno, Steven. Prossima al raggiungimento di un importante contratto di lavoro, riceve un'inaspettata e confusa telefonata nel cuore della notte durante la quale le viene fissato un appuntamento all'aeroporto, il mattino successivo, per la riscossione di una misteriosa eredità lasciatale da un lontano cugino britannico, morto all'improvviso con la moglie in un incidente stradale, di cui lei è l'unica parente rimasta.
Recatasi all'appuntamento, desiderosa di trovarsi tra le mani una grande somma di denaro, scoprirà invece che la sua parte dell'eredità è, invece, la piccola Elizabeth, figlia del defunto cugino. In un primo momento il mondo le cade addosso: non ha tempo da dedicare ad una bambina e non ha nessuna esperienza; in più la sua relazione sentimentale si rivela tutt'altro che solida. Decide di dare la bambina in adozione, ricredendosi immediatamente, essendosi ormai affezionata alla piccola. Tuttavia, il suo nuovo stile di vita da neo-mamma e i numerosi intoppi della maternità la portano a essere rimpiazzata da un nuovo consulente in ufficio e a dover chiedere un'aspettativa.
Ora ha l'opportunità di cambiare vita. Impacchettate le sue cose e quelle di Elizabeth, si trasferisce in un bel podere, nel Vermont. Qui, dopo un iniziale spaesamento, trascorrerà la maggior parte del suo tempo a raccogliere le mele del frutteto e a farne una deliziosa passata che la piccola Elizabeth e numerosi altri bambini e adulti, sembrano apprezzare molto. Ecco che, inaspettatamente, le verrà l'idea di brevettare il suo marchio di un genuino prodotto per bambini, con rinnovato entusiasmo.

## Incassi
Il film ha incassato oltre 26 milioni di dollari.